# ジョン・ハートウィグ

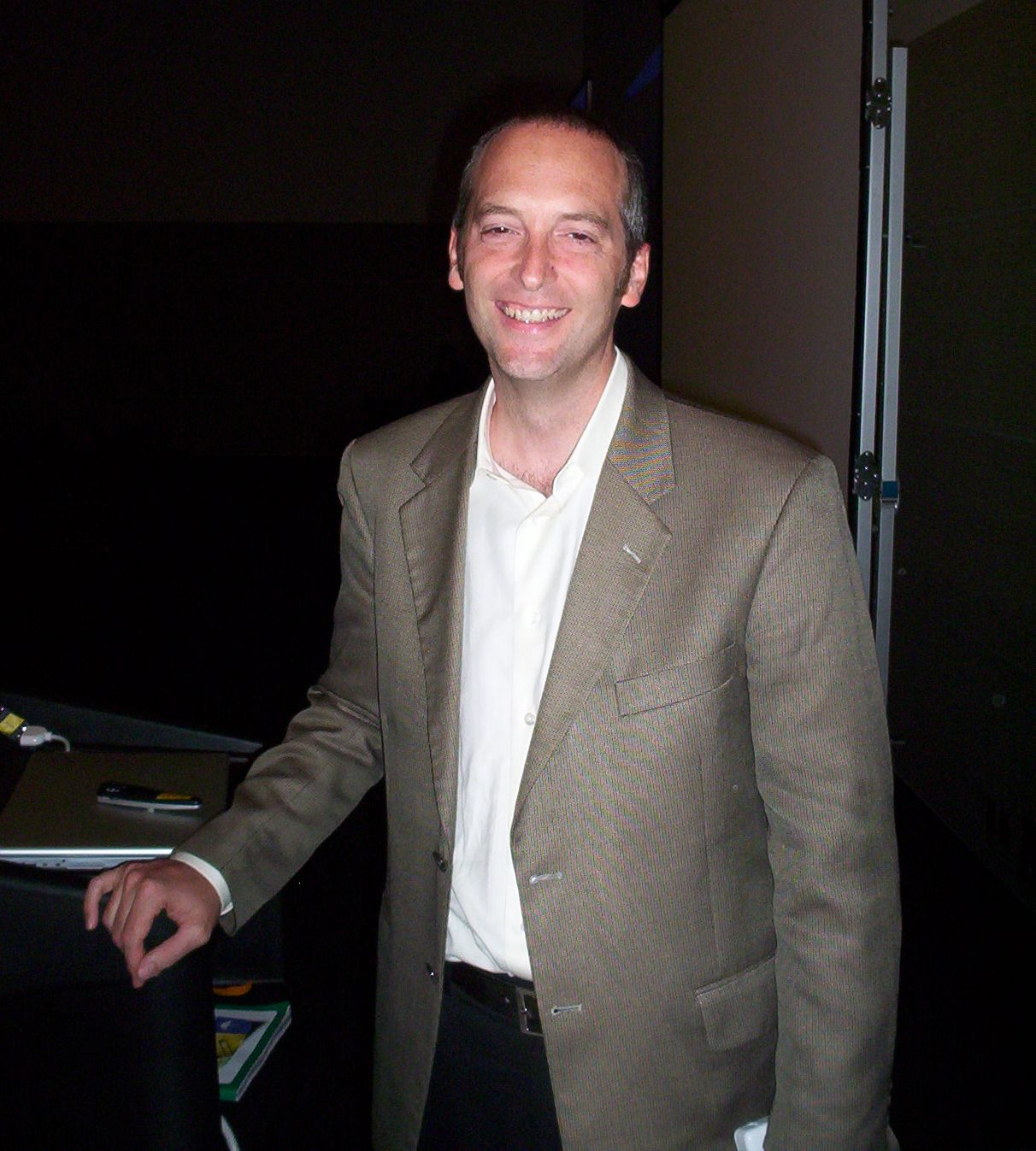
ジョン・ハートウィグ

ジョン・フレデリック・ハートウィグ（John Frederick Hartwig、1964年8月7日 - ）は、アメリカ合衆国の有機化学者。カリフォルニア大学バークレー校教授。バックワルド・ハートウィッグアミノ化で知られる。

## 経歴
イリノイ州生まれ。1986年プリンストン大学卒業、1990年カリフォルニア大学バークレー校から化学のPh.D.取得。指導教授はロバート・バーグマンであった。1990年マサチューセッツ工科大学で博士研究員となり、1992年イェール大学助教授、2006年イリノイ大学アーバナ・シャンペーン校教授、2011年から現職。

## 著書
- 「ハートウィグ 有機遷移金属化学（上・下）」小宮三四郎、穐田宗隆、岩澤伸治 監訳、東京化学同人、2014-2015

## 受賞歴
- 2008年 - 向山賞
- 2014年 - 名古屋メダル
- 2015年 - ウィラード・ギブズ賞
- 2018年 - センテナリー賞、テトラヘドロン賞
- 2019年 - ウルフ賞化学部門
- 2020年 - クラリベイト引用栄誉賞
- 2021年 - アーサー・C・コープ賞

## 参照
- The Hartwig Group
- John F. Hartwig